# Melchior Lorck
Melchior Lorck (även Melchior Lorichs), född cirka 1527 i Flensburg i Slesvig, död 1583 i Köpenhamn, var en dansk tecknare, grafiker och hovmålare under renässansen.
Han utbildades i Tyskland och tillbringade större delen av sitt liv på resor. Han sändes omkring 1555 av kejsar Ferdinand I med en ambassad till Konstantinopel där han utförde porträttstick, topografiska teckningar och träsnitt. Han utförde till exempel "Prospekt af Konstantinopel" som förvaras i universitetsbiblioteket i Leiden. Hans kanske mest kända teckning är Tio kvinnor från Stralsund (i samtida utstyrsel) från cirka 1571. Den förvaras på Statens Museum for Kunst i Köpenhamn.